# 埃科 (杜省)
埃科（法語：Écot，法語發音：[eko]）是法国杜省的一个市镇，位于该省东北部，属于蒙贝利亚尔区。

## 地理
埃科（47°25'34"N, 6°43'57"E）面积11.02 平方千米，位于法国勃艮第-弗朗什-孔泰大區杜省，该省份为法国东部内陆省份，北起上索恩省，西接汝拉省，东部及东南部与瑞士接壤，东北部与贝尔福地区省接壤。
与埃科接壤的市镇（或旧市镇、城区）包括：埃图旺、蓬德鲁瓦德-韦尔蒙当、雷蒙当-韦夫尔、维拉尔苏塞科。

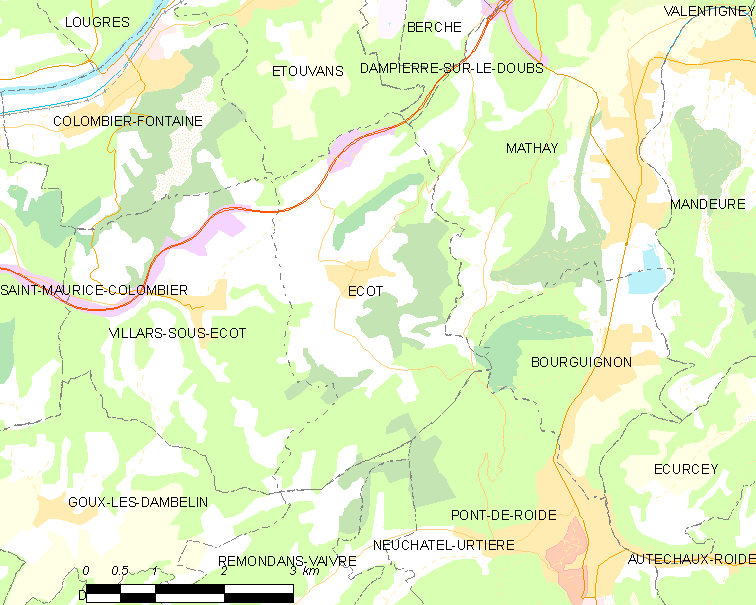
的OSM定位图

埃科的时区为UTC+01:00、UTC+02:00（夏令时）。

## 行政
埃科的邮政编码为25150，INSEE市镇编码为25214。

## 政治
埃科所属的省级选区为瓦朗蒂涅县。

## 人口

1962-2008年间人口变化图示

埃科于2022年1月1日时的人口数量为497人。